# São João Baptista de Lobrigos
São João Baptista de Lobrigos is een plaats (freguesia) in de Portugese gemeente Santa Marta de Penaguião en telt 1449 inwoners (2001).